# مشروع طلاب جامعة بيركلي لتجميع الطعام
مشروع طلاب جامعة بيركلي لتجميع الطعام ( BSFC) هو سوق للبقالة غير ربحي، يدار جماعياً، أنشأه طلاب جامعة كاليفورنيا، بيركيلي بالقرب من معسكرات بيركيلي. يهدف هذا السوق إلى توسيع فرصة الطلاب للانخراط في التجارة الحرة، محلية المصدر والعضوية ولكل أنواع الأطعمة بأكبر قدر ممكن. كما يهدف إلى زيادة معرفة المجتمع بنظام الطعام وتأثيراته البيئية، الاجتماعية والسياسية. تم افتتاح المشروع عام 2010، بعد الفوز بمنحة مقدارها 91,000$ من مبادرة صندوق الدعم الأخضر في جامعة كالفورنيا ببيركيلي. يقدم المشروع عدة خدمات مثل اختيار إنتاج البضائع المعلبة والمجمدة، بالإضافة إلى صندوق الإنتاج ذو الاشتراك الأسبوعي، والذي يضم إنتاج موسمي ومحلي. تقابل واجهة المتجر الجامعة على طريق بانكروفت.